# Podivuhodný příběh Petra Schlemihla
Podivuhodný příběh Petra Schlemihla (Peter Schlemihls wundersame Geschichte) je nejznámější dílo německého romantického spisovatele a botanika Adelberta von Chamisso (1781–1838). Pohádková novela s autobiografickými prvky byla poprvé vydána v roce 1814. V češtině vyšel už v několika překladech, prozatím naposledy v roce 1981 v nakladatelství Odeon.

## Příběh

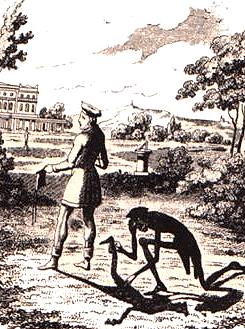
Ďábel si bere Schlemihlův stín

Chudý Petr se setká s podivným starým mužem, který jej požádá, aby mu prodal svůj stín. Nabízí mu za něj bezedný měšec, a protože Petr považuje stín za cosi bezcenného, rád nabídku přijme. Lidé si však brzy všimnou, že nemá stín, a začnou jím pro jeho odlišnost pohrdat, vysmívat se mu a stranit se ho. Petr zjišťuje, že udělal chybu, a postupně si uvědomuje, že podivín, který od něj stín odkoupil, nebyl obyčejný muž, ale ďábel.
Uprchne tedy z města a usadí se na venkově, kde mu jeho věrný sluha Bendl pomáhá před lidmi utajit jeho odlišnost. Petr se díky svému nezměrnému bohatství stane na vsi oblíbený. Zamiluje se do Míny, ale když ji požádá o ruku, jeho druhý, zrádný sluha Raskal prozradí lidem, že Petr nemá stín. Mína a zejména její rodiče Petra zavrhnou a otec slíbí její ruku Raskalovi, který si v Petrových službách naloupil značné jmění.
Petra vyhledá ďábel a nabídne mu, že s ním jeho stín smění za jeho duši. Petr váhá, protože nechce Mínu Raskalovi nechat, ale nakonec odmítne. Ďábel na něj nadále naléhá, avšak Petr ho zavrhne a vyhodí bezedný měšec do propasti. Po tomto činu se cítí lépe, ale stále je bezradný a neví, co si počít. Za poslední peníze si koupí staré boty -- a náhle zjistí, že jsou to sedmimílové. Uvědomí si, že s nimi může snadno procestovat celý svět, a tak se stane badatelem a sbírá po světě botanické vzorky. Jednoho dne onemocní a dostane se do nemocnice, kterou za jeho peníze postavil jeho věrný sluha Bendl a v níž je Mína ošetřovatelkou. Dozví se, že Raskal si Mínu skutečně proti její vůli vzal, ale později skončil za své zločiny na popravišti.
Petr tak žije po zbytek života sice osaměle, ale celkem spokojeně, protože nachází uspokojení ve své badatelské práci.

## Motivy
Fantastický příběh, stojící na pomezí mezi romantickou pohádkou a realistickou novelou, obsahuje celou řada autobiografických prvků. Také Adalbert von Chamisso se cítil v Německu vyčleněn ze společnosti, protože byl pouhý přistěhovalec a do konce života se nedokázal zbavit francouzského přízvuku. Přitom se několikrát ocitl před volbou, zda se vrátit do rodné Francie, kde by jeho situace byla nejistá, nebo zůstat v Německu, kde měl stálý příjem. Zůstal v Německu, kde se v období francouzské revoluce a napoleonských válek často setkával s pohrdáním a netolerancí. A stejně jako románový Petr i Chamisso nacházel uspokojení v badatelské práci.
Příběh ukazuje, jak často lidé pohrdají jakoukoli odlišností a jak nesnadné může být pokusit se napravit vlastní, zdánlivě nevinný omyl.

## Jméno titulního hrdiny
Jméno Petra Schlemihla bylo do němčiny převzato z hebrejštiny, kde slovo šlemíl znamená bohumil, boží miláček, ale označuje se jím nešika či smolař. Podle názora autora překladu z roku 1921 by proto bylo vhodnější uvádět jméno titulního hrdiny v původní neponěmčené podobě, tedy Petr Šlemíl.

## Česká vydání
- VON CHAMISSO, Adalbert. Podivná historie Petra Schlemihla. Překlad Jaroslava Vobrubová. Praha: Alois Hynek, 1911.
- VON CHAMISSO, Adalbert. Petr Šlemíl: podivný příběh. Překlad František Tichý. Praha: Stanislav Klika, 1921.
- VON CHAMISSO, Adelbert. Podivuhodná příhoda Petra Schlemihla. Překlad Josef Soukup. Praha: Přítel knihy, 1929.
- VON CHAMISSO, Adelbert. Podivuhodný příběh Petra Schlemihla. Překlad Jiří Konůpek. Praha: Václav Petr, 1941.
- VON CHAMISSO, Adelbert. Podivuhodný příběh Petra Schlemihla. Překlad Oskar Reindl. Praha: SNKLHU, 1957.
- VON CHAMISSO, Adelbert. Podivuhodný příběh Petra Schlemihla. Překlad Berta a Pavel Levitovi. Praha: Československý spisovatel, 1959.
- VON CHAMISSO, Adelbert. Podivuhodný příběh Petra Schlemihla. Překlad Oskar Reindl. Praha: Odeon, 1981.

Povídka byla zpracována v roce 2013 v Českém rozhlasu jako šestidílná četba na pokračování. V překladu Jiřího Konůpka a režii Lídy Engelové četl Miroslav Táborský.